# Acalolepta tincturata
Acalolepta tincturata är en skalbaggsart som först beskrevs av Francis Polkinghorne Pascoe 1866.  Acalolepta tincturata ingår i släktet Acalolepta och familjen långhorningar.
Artens utbredningsområde är Irian Jaya. Inga underarter finns listade i Catalogue of Life.